# Saint-Jean-de-Monts
Pour les articles homonymes, voir Saint-Jean.
Saint-Jean-de-Monts (/sɛ̃ ʒɑ̃ də mɔ̃/) est une commune de l'Ouest de la France, située sur la Côte de Lumière, dans le département de la Vendée, en région Pays de la Loire.
Bordée d'une longue plage de huit kilomètres, c'est une station balnéaire de la côte atlantique très fréquentée en été.

## Géographie

### Localisation
La ville est située dans l'ouest du département de la Vendée entre Notre-Dame-de-Monts et Saint-Hilaire-de-Riez, au début de la Côte de Lumière. Elle est séparée en deux par un cordon dunaire planté de pins s'étendant du nord au sud et longeant la côte, constituant une partie de la forêt des Pays de Monts, configuration qui s'étend ainsi sans discontinuer sur 25 km du nord au sud, de La Barre-de-Monts à Saint-Hilaire. Le cœur du bourg se situe à l'est du cordon dunaire tandis que le front de mer constitue un deuxième ensemble plus vivant en été à l'ouest de ce cordon qui constitue ainsi une « coulée verte » d'au minimum 200 mètres de largeur, les deux parties étant reliées entre elles par plusieurs avenues boisées.

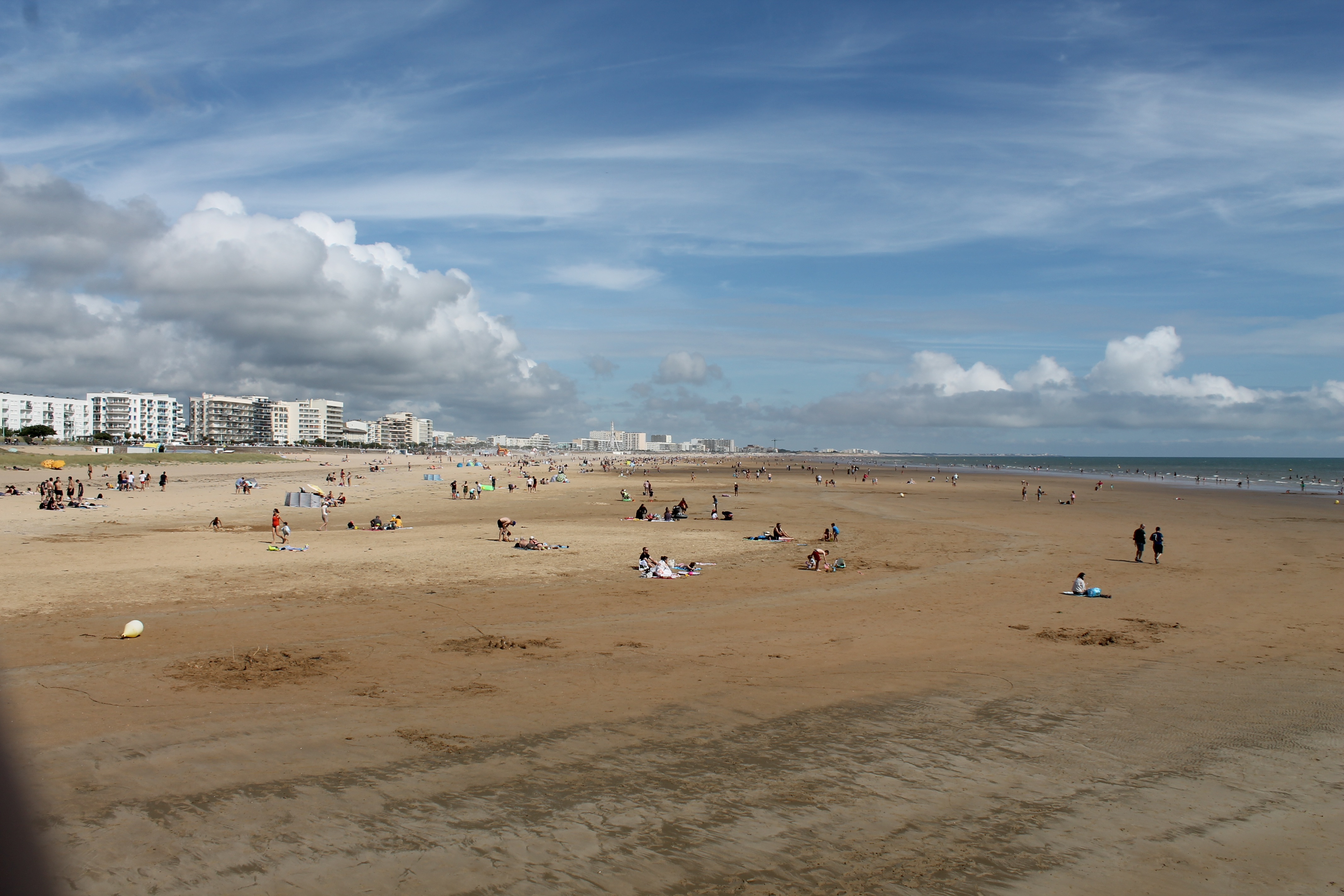
Plage de Saint-Jean-de-Monts.

La plage est le grand attrait de Saint-Jean-de-Monts et a fait sa renommée. Elle offre de larges espaces car elle mesure plus de huit kilomètres de long. Elle est accessible à tous et rarement agitée en été grâce à une pente sableuse très douce au fond de l'eau. Les vagues sont peu importantes et la hauteur d'eau reste faible sur plusieurs centaines de mètres. Lors des grandes marées, la surface de plage est très grande et offre un terrain de jeux idéal aux pêcheurs à pied et aux sportifs en tout genre.
Le territoire municipal de Saint-Jean-de-Monts s'étend sur 6 225 hectares. L'altitude moyenne de la commune est de 3 mètres, avec des niveaux fluctuant entre 0 et 30 mètres,.
| Notre-Dame-de-Monts | La Barre-de-Monts     | Sallertaine        |
| Océan Atlantique    | Saint-Jean-de-Monts   | Le Perrier         |
| Océan Atlantique    | Saint-Hilaire-de-Riez | Notre-Dame-de-Riez |

### Environnement
Saint-Jean-de-Monts a obtenu quatre fleurs au Concours des villes et villages fleuris (palmarès 1999).
Saint-Jean-de-Monts a mis en place une démarche autour du développement durable. Celle-ci, connue sous le nom d'EMMA, réunit des acteurs publics et semi-publics ainsi que des professionnels. Un plan d’action a été établi autour des thèmes suivants : gestion des déchets, économie d'eau, économie d’énergie, aménagement paysager, transport, sensibilisation à l’environnement et biodiversité.
La commune a été nommée :
- aux Trophées du Tourisme responsable, Trophée Destination et Territoire de France, en 2009 ;
- au Concours des Sceptres d'Or du développement durable, en 2008.

Le marais et la forêt restent aujourd'hui les espaces écologiques incontournables de la commune. Le front de mer ayant subi la frénésie immobilière des années 1960 et 1970, le photographe Philippe Café avait saisi l'occasion de mettre au premier plan la beauté de l'arrière-pays et du cordon forestier sur ses photos noir et blanc d'époque.
En 2014, la commune de Saint-Jean-de-Monts a reçu le trophée de la « Fleur d'Or ».

### Climat
Pour des articles plus généraux, voir Climat des Pays de la Loire et Climat de la Vendée.
En 2010, le climat de la commune est de type climat méditerranéen altéré, selon une étude du CNRS s'appuyant sur une série de données couvrant la période 1971-2000. En 2020, Météo-France publie une typologie des climats de la France métropolitaine dans laquelle la commune est exposée à un climat océanique et est dans la région climatique  Bretagne orientale et méridionale, Pays nantais, Vendée, caractérisée par une faible pluviométrie en été et une bonne insolation.
Pour la période 1971-2000, la température annuelle moyenne est de 12,5 °C, avec une amplitude thermique annuelle de 12,6 °C. Le cumul annuel moyen de précipitations est de 757 mm, avec 12 jours de précipitations en janvier et 5,9 jours en juillet. Pour la période 1991-2020, la température moyenne annuelle observée sur la station météorologique installée sur la commune est de 13,1 °C et le cumul annuel moyen de précipitations est de 783,4 mm,. Pour l'avenir, les paramètres climatiques de la commune estimés pour 2050 selon différents scénarios d'émission de gaz à effet de serre sont consultables sur un site dédié publié par Météo-France en novembre 2022.
| Mois                                  | jan.           | fév.             | mars           | avril           | mai          | juin           | jui.          | août          | sep.           | oct.            | nov.        | déc.          | année     |
| ------------------------------------- | -------------- | ---------------- | -------------- | --------------- | ------------ | -------------- | ------------- | ------------- | -------------- | --------------- | ----------- | ------------- | --------- |
| Température minimale moyenne (°C)     | 4,1            | 3,5              | 5,3            | 7               | 10,4         | 13,2           | 14,9          | 14,7          | 11,9           | 10,1            | 6,7         | 4,5           | 8,9       |
| Température moyenne (°C)              | 7,1            | 7,2              | 9,6            | 11,7            | 15,1         | 18,1           | 19,9          | 19,8          | 17,2           | 14,1            | 10,2        | 7,6           | 13,1      |
| Température maximale moyenne (°C)     | 10             | 10,9             | 13,8           | 16,5            | 19,8         | 23,1           | 24,9          | 24,9          | 22,5           | 18,1            | 13,7        | 10,8          | 17,4      |
| Record de froid (°C) date du record   | −16 16.01.1985 | −12,5 10.02.1986 | −10,7 01.03.05 | −3,5 04.04.1996 | 0 01.05.1975 | 4,5 05.06.1969 | 7 02.07.1979  | 5 30.08.1986  | 1,8 20.09.1977 | −4,5 30.10.1997 | −7 17.11.07 | −9,5 16.12.09 | −16 1985  |
| Record de chaleur (°C) date du record | 17,5 24.01.16  | 22 27.02.19      | 24 25.03.12    | 30 14.04.15     | 32 26.05.17  | 39,5 27.06.19  | 37,7 18.07.06 | 38,3 04.08.03 | 33 05.09.04    | 28,5 02.10.11   | 22 01.11.15 | 17 14.12.1989 | 39,5 2019 |
| Précipitations (mm)                   | 84,5           | 62,8             | 54,5           | 58              | 52,7         | 38,5           | 37,3          | 44,9          | 62,8           | 94,1            | 97,9        | 95,4          | 783,4     |

## Urbanisme

### Typologie
Au 1er janvier 2024, Saint-Jean-de-Monts est catégorisée petite ville, selon la nouvelle grille communale de densité à sept niveaux définie par l'Insee en 2022.
Elle appartient à l'unité urbaine de Saint-Hilaire-de-Riez, une agglomération intra-départementale regroupant sept  communes, dont elle est ville-centre,,. Par ailleurs la commune fait partie de l'aire d'attraction de Saint-Jean-de-Monts, dont elle est la commune-centre,. Cette aire, qui regroupe 2 communes, est catégorisée dans les aires de moins de 50 000 habitants,.
La commune, bordée par l'océan Atlantique, est également une commune littorale au sens de la loi du 3 janvier 1986, dite loi littoral. Des dispositions spécifiques d’urbanisme s’y appliquent dès lors afin de préserver les espaces naturels, les sites, les paysages et l’équilibre écologique du littoral, tel le principe d'inconstructibilité, en dehors des espaces urbanisés, sur la bande littorale des 100 mètres, ou plus si le plan local d’urbanisme le prévoit.

### Occupation des sols
L'occupation des sols de la commune, telle qu'elle ressort de la base de données européenne d’occupation biophysique des sols Corine Land Cover (CLC), est marquée par l'importance des territoires agricoles (65,3 % en 2018), en diminution par rapport à 1990 (66,7 %). La répartition détaillée en 2018 est la suivante : 
prairies (41,5 %), zones urbanisées (15,5 %), terres arables (13 %), forêts (11,6 %), zones agricoles hétérogènes (10,8 %), espaces verts artificialisés, non agricoles (4,8 %), milieux à végétation arbustive et/ou herbacée (1,3 %), zones industrielles ou commerciales et réseaux de communication (1,2 %), espaces ouverts, sans ou avec peu de végétation (0,4 %). L'évolution de l’occupation des sols de la commune et de ses infrastructures peut être observée sur les différentes représentations cartographiques du territoire : la carte de Cassini (XVIIIe siècle), la carte d'état-major (1820-1866) et les cartes ou photos aériennes de l'IGN pour la période actuelle (1950 à aujourd'hui).

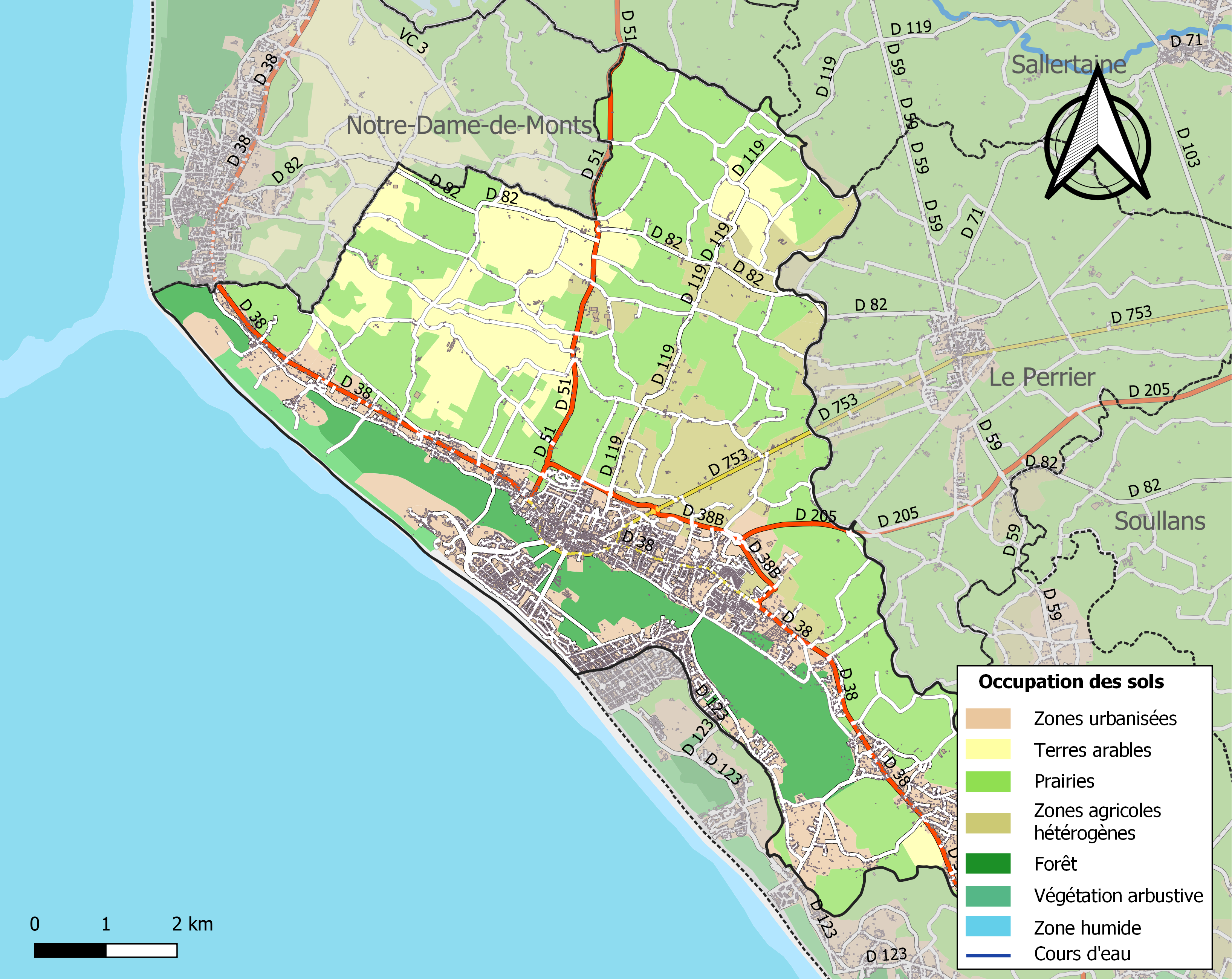
Carte des infrastructures et de l'occupation des sols de la commune en 2018 (CLC).

## Toponymie
Jusqu'au XVIe siècle à tout le moins, le nom de la paroisse s'écrit Sainct-Jehan de Montz.[réf. nécessaire]
En poitevin, la commune s'écrit Sént-Jhan-de-Munt selon l'écriture  UPCP.
Durant la Révolution, la commune porte le nom de Grands-Monts.

## Histoire
La paroisse de Saint-Jean existe depuis le XIVe siècle, l'église qui date en grande partie de cette époque est le plus ancien monument du bourg.
Avant la Révolution, Saint-Jean est placée sous la domination des seigneurs de Bois Masson. Puis, à l'issue des guerres de Vendée, le bourg se relève de ses ruines et Napoléon Ier, par décret du 19 vendémiaire an XII (12 octobre 1803), y installe un premier collège. Celui-ci sera supprimé au bout de dix ans car jugé non viable et sera donc transféré à Bourbon-Vendée (aujourd'hui La Roche-sur-Yon). Ses locaux serviront alors de presbytère et de mairie.
Des travaux ayant pour but de stabiliser les sables et d'empêcher qu'ils n'envahissent l'arrière-pays sont entrepris sous le Second Empire. En 1862, la fixation des dunes et leur gestion sont confiées au service des Eaux et Forêts, prenant la suite du service des Ponts et Chaussées.
Dès 1867, les baigneurs viennent sur les plages de Saint-Jean-de-Monts. Depuis 1892, des générations d'artistes s'en sont inspirées. Un petit hôtel ainsi qu'une vingtaine de villas seront édifiés rapidement. À la fin du XIXe siècle, Saint-Jean-de-Monts compte déjà 4 500 habitants.
Puis le quartier de la plage se transforme, d'autres hôtels sont construits, ainsi qu'un lotissement privé de six hectares. Avant la Première Guerre mondiale, on compte une centaine de chalets. La population n'y atteint pas le millier de personnes.
Les années 1920 voient Saint-Jean-de-Monts prendre son essor. La diffusion de l'automobile, le train côtier et le fait que les séjours en bord de mer gagnent de nouveaux milieux sociaux en sont l'explication. Une dizaine d'hôtels s'ouvrent successivement, pour la plupart dans le quartier de la plage. Des magasins font leur apparition et le nombre de villas ne cesse d'augmenter. Deux nouveaux lotissements sont créés dans la zone littorale.
En 1923, le chemin de fer à voie métrique de la compagnie des Tramways de Vendée (ligne Bourgneuf - Les Sables-d'Olonne) encourage l'arrivée des estivants.
L'entre-deux-guerres et la création des congés payés voient apparaître aussi la mode des colonies de vacances et du camping.
À la veille de la Seconde Guerre mondiale, Saint-Jean-de-Monts est déjà une station assez importante pour l'époque : 400 résidences secondaires y sont implantées. Le nombre des estivants est estimé jusqu'à 5 000.
Malgré la fermeture de la ligne ferroviaire en 1949, Saint-Jean-de-Monts encourage son développement touristique. Un vaste programme d'aménagement du front de mer est entrepris dès les années 1950 avec la construction du remblai et du Palais des Congrès.

## Population et société

### Démographie
La population de Saint-Jean-de-Monts a doublé en l'espace de 50 ans, passant de 4 000 habitants en 1950 à plus de 8 192 en 2010.

#### Évolution démographique
Saint-Jean-de-Monts est la première station balnéaire en capacité d'accueil de tout l'Ouest de la France (seconde sur le plan national) avec 130 000 lits auxquels il convient d'ajouter les nombreux visiteurs à la journée.
L'évolution du nombre d'habitants est connue à travers les recensements de la population effectués dans la commune depuis 1793. Pour les communes de moins de 10 000 habitants, une enquête de recensement portant sur toute la population est réalisée tous les cinq ans, les populations de référence des années intermédiaires étant quant à elles estimées par interpolation ou extrapolation. Pour la commune, le premier recensement exhaustif entrant dans le cadre du nouveau dispositif a été réalisé en 2005.

En 2022, la commune comptait 8 809 habitants, en évolution de +2 % par rapport à 2016 (Vendée : +5,33 %, France hors Mayotte : +2,11 %).
| 1793  | 1800  | 1806  | 1821  | 1831  | 1836  | 1841  | 1846  | 1851  |
| ----- | ----- | ----- | ----- | ----- | ----- | ----- | ----- | ----- |
| 2 800 | 2 703 | 3 050 | 4 006 | 3 809 | 3 880 | 3 680 | 4 024 | 4 038 |

| 1856  | 1861  | 1866  | 1872  | 1876  | 1881  | 1886  | 1891  | 1896  |
| ----- | ----- | ----- | ----- | ----- | ----- | ----- | ----- | ----- |
| 4 091 | 4 021 | 4 016 | 4 054 | 4 024 | 3 973 | 4 107 | 4 240 | 4 251 |

| 1901  | 1906  | 1911  | 1921  | 1926  | 1931  | 1936  | 1946  | 1954  |
| ----- | ----- | ----- | ----- | ----- | ----- | ----- | ----- | ----- |
| 4 500 | 4 704 | 4 797 | 4 559 | 4 710 | 4 704 | 4 826 | 5 048 | 4 488 |

| 1962  | 1968  | 1975  | 1982  | 1990  | 1999  | 2005  | 2006  | 2010  |
| ----- | ----- | ----- | ----- | ----- | ----- | ----- | ----- | ----- |
| 4 715 | 5 146 | 5 540 | 5 435 | 5 959 | 6 886 | 7 599 | 7 650 | 8 192 |

| 2015  | 2020  | 2022  | - | - | - | - | - | - |
| ----- | ----- | ----- | - | - | - | - | - | - |
| 8 621 | 8 725 | 8 809 | - | - | - | - | - | - |

#### Pyramide des âges
La population de la commune est relativement âgée.
En 2018, le taux de personnes d'un âge inférieur à 30 ans s'élève à 20,2 %, soit en dessous de la moyenne départementale (31,6 %). À l'inverse, le taux de personnes d'âge supérieur à 60 ans est de 49,2 % la même année, alors qu'il est de 31,0 % au niveau départemental.
En 2018, la commune comptait 4 063 hommes pour 4 605 femmes, soit un taux de 53,13 % de femmes, légèrement supérieur au taux départemental (51,16 %).
Les pyramides des âges de la commune et du département s'établissent comme suit.
| Hommes | Classe d’âge | Femmes |
| ------ | ------------ | ------ |
| 1,7    | 90 ou +      | 3,6    |
| 14,4   | 75-89 ans    | 17,9   |
| 30,0   | 60-74 ans    | 30,3   |
| 20,2   | 45-59 ans    | 19,0   |
| 11,3   | 30-44 ans    | 11,1   |
| 9,5    | 15-29 ans    | 8,2    |
| 12,9   | 0-14 ans     | 10,0   |

| Hommes | Classe d’âge | Femmes |
| ------ | ------------ | ------ |
| 0,8    | 90 ou +      | 2,2    |
| 8,7    | 75-89 ans    | 11,1   |
| 20,3   | 60-74 ans    | 21,3   |
| 20     | 45-59 ans    | 19,4   |
| 17,5   | 30-44 ans    | 16,8   |
| 15     | 15-29 ans    | 13,2   |
| 17,7   | 0-14 ans     | 16,1   |

### Manifestations culturelles et festivités
Depuis 1993, la ville est animée au printemps et en été par le festival « La Déferlante ». Diverses manifestations culturelles gratuites sont organisées par l'association éponyme dans dix stations balnéaires de la région Pays de la Loire : Saint-Brevin-les-Pins, Pornic, Barbâtre, Noirmoutier-en-l'Île, Notre-Dame-de-Monts, Saint-Jean-de-Monts, Saint-Hilaire-de-Riez, Saint-Gilles-Croix-de-Vie, Les Sables-d'Olonne et La Tranche-sur-Mer (du nord au sud).

### Cultes
Le catholicisme est le seul culte en activité dans la commune. Les deux lieux de cultes catholiques de Saint-Jean-de-Monts, l'église Saint-Jean et la chapelle Sainte-Thérèse, se rattachent à la paroisse Saint-Martin-des-Monts et au diocèse de Luçon. Une chapelle dite des Goélands se tenait, jusqu'en 2019, à proximité de la plage.

## Culture locale et patrimoine

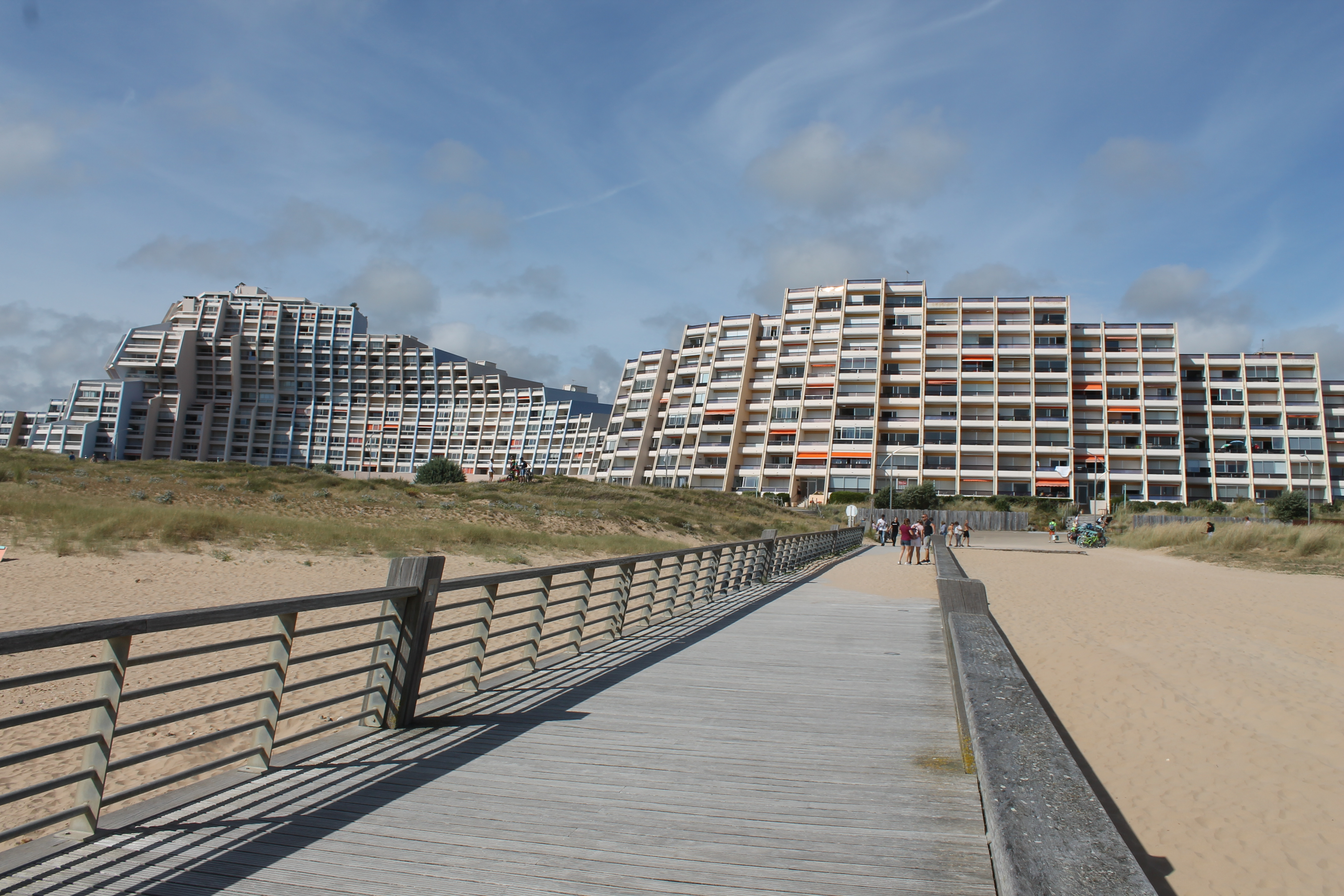
Bâtiments résidentiels des années 1970 au bord de la plage.

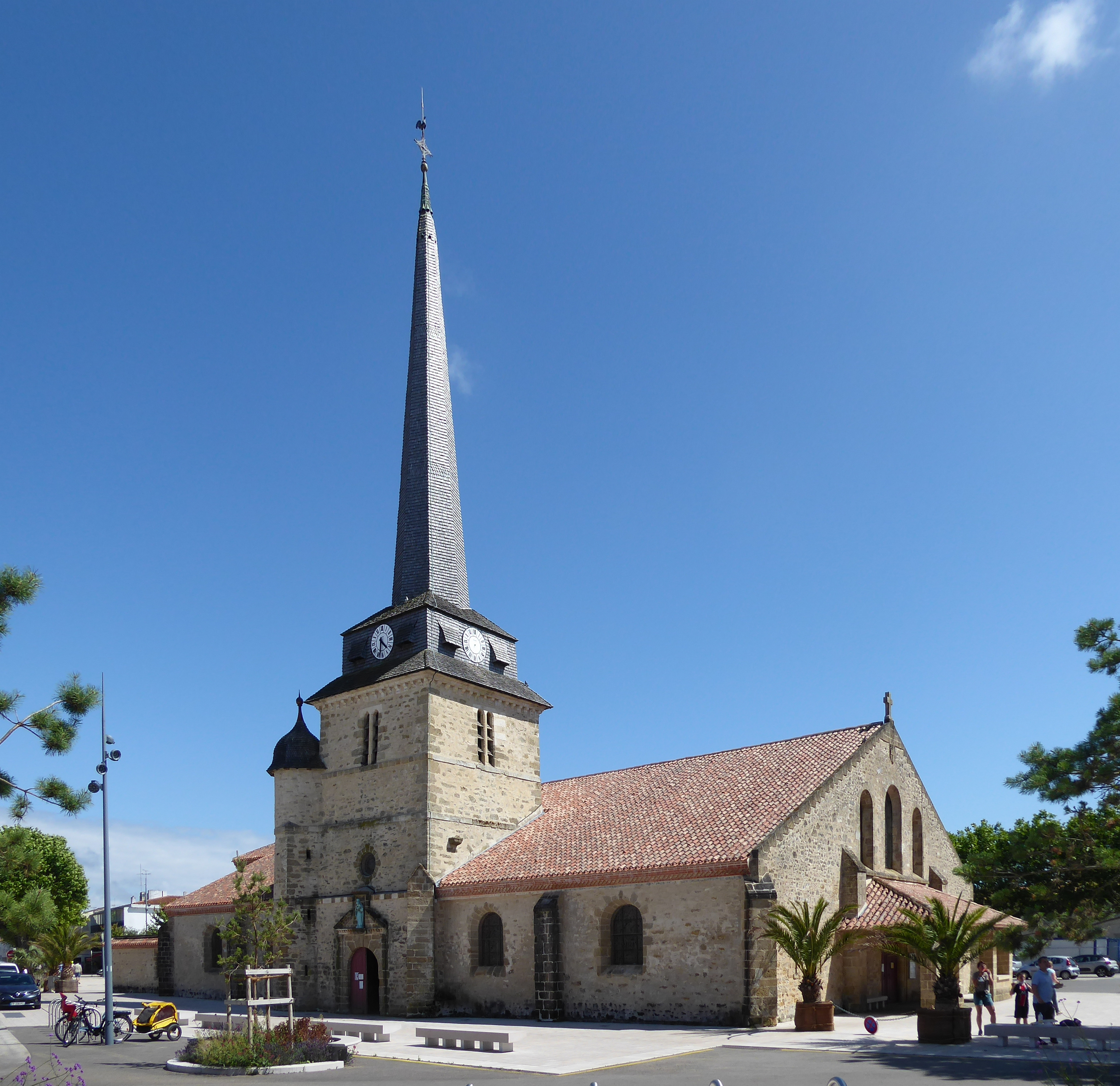
L'église Saint-Jean.

### Lieux et monuments
- L'église Saint-Jean, dont les plus anciennes parties remontent au XIVe siècle, a été plusieurs fois reconstruite depuis. Elle reste néanmoins le plus ancien monument du bourg.
- L'estacade est un ponton en bois de 400 mètres sur la mer qui est le lieu de prédilection de nombreux promeneurs et pêcheurs.

### Patrimoine culturel
- La sculpture Les Oiseaux de mer, dernière œuvre de Jan et Joël Martel, en mémoire d'Auguste Lepère et de Charles Milcendeau.
- La Baigneuse, sculpture d'Henry Murail, symbolise la prédominance de l'eau dans cette cité balnéaire. Elle fut inaugurée le 11 décembre 1999.
- La ferme du Vasais, siège d'Arexcpo (Association de recherche et d'expression pour la culture populaire) en Vendée.
- Le monument aux morts représentant une flamme, sculpté par Robert Lange.

### Patrimoine naturel
Les grands espaces naturels :
- une plage de quatorze kilomètres de long et très plate, qui en fait la plus grande plage de Vendée, idéale pour le char à voile, la planche à voile et le paddle ;
- une forêt domaniale de 700 ha plantée sous Napoléon III ;
- le marais breton vendéen.

### Équipements de loisirs
- Base nautique restructurée et rénovée en 2009. Propose char à voile, catamaran, kite-surf, optimist, paddle...
- Palais des Congrès et office de tourisme Odysséa rénové en 2009.
- Centre aquatique Océabul inauguré en 2008.
- Médiathèque-espace culturel rénovée en 2010.
- Thermes marins
- Golf 18 trous
- Casino
- Magic Parc, parc de loisirs
- Hippodrome de l'Atlantique
- Droguerie montoise, Maison Averty fondée en 1928, lieu d'expositions culturelles.
- La Ferme du Vasais, activités culturelles et patrimoine local avec Arexcpo

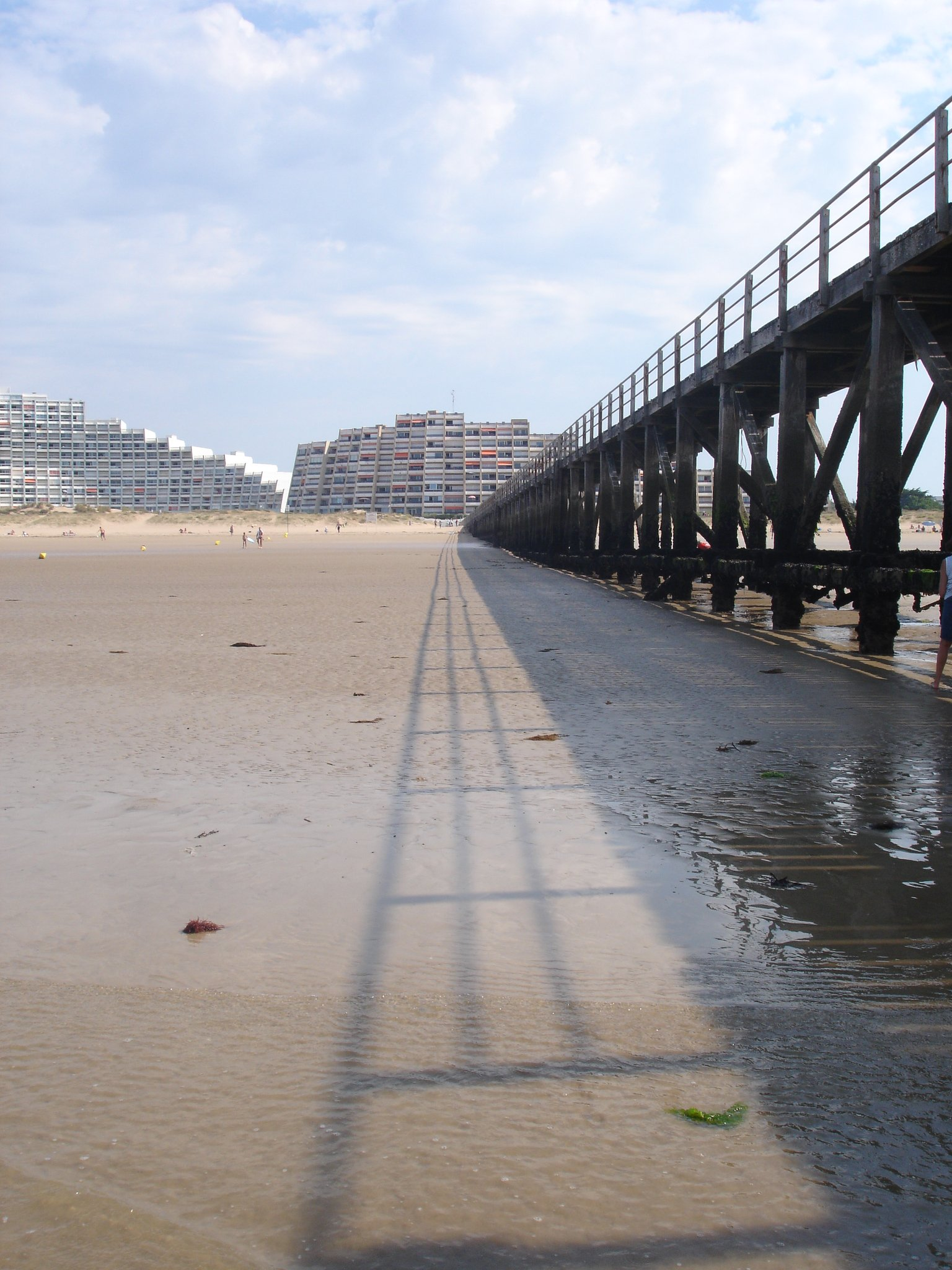
Ancienne estacade.
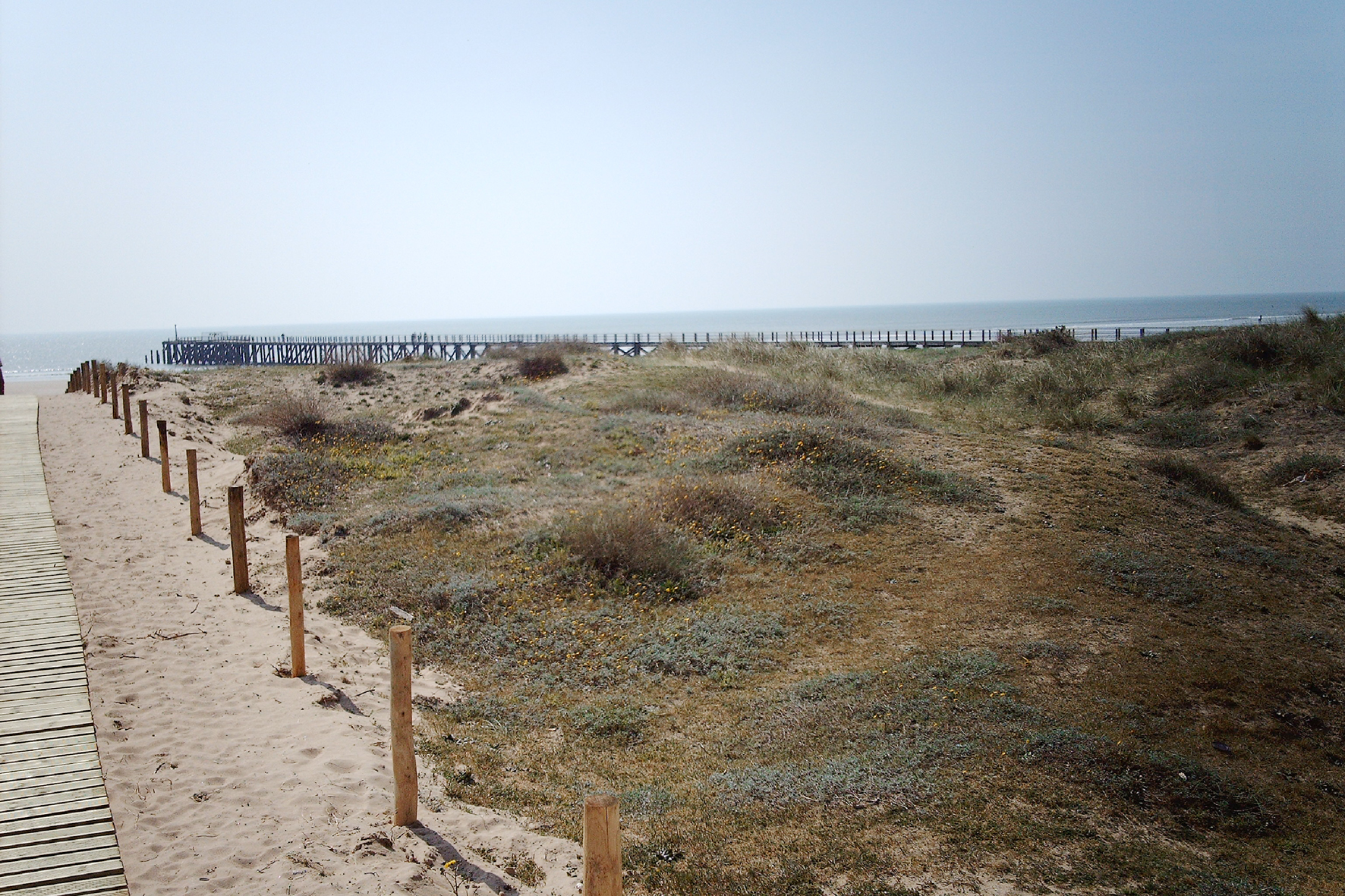
Entrée de l'estacade.
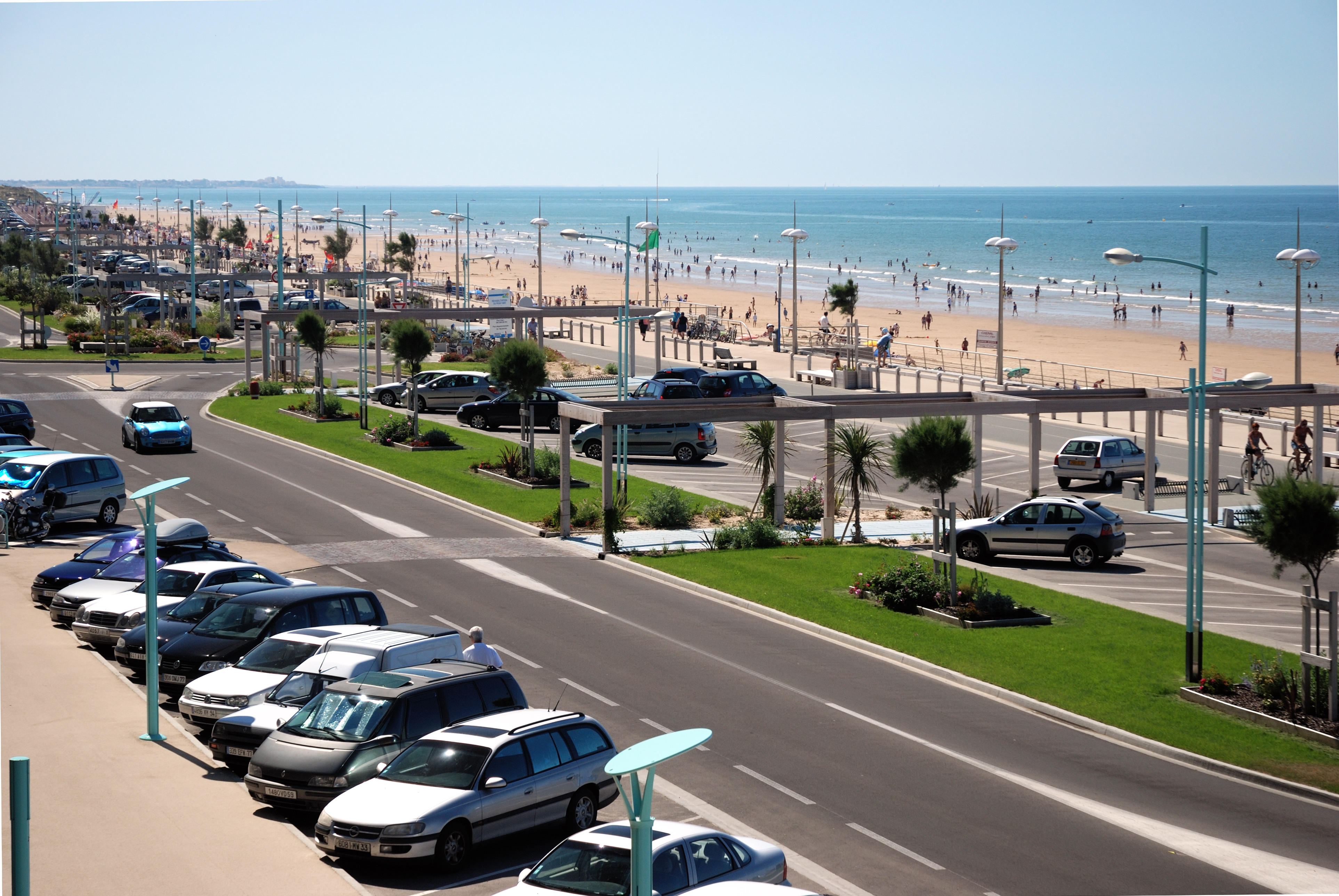
Esplanade.
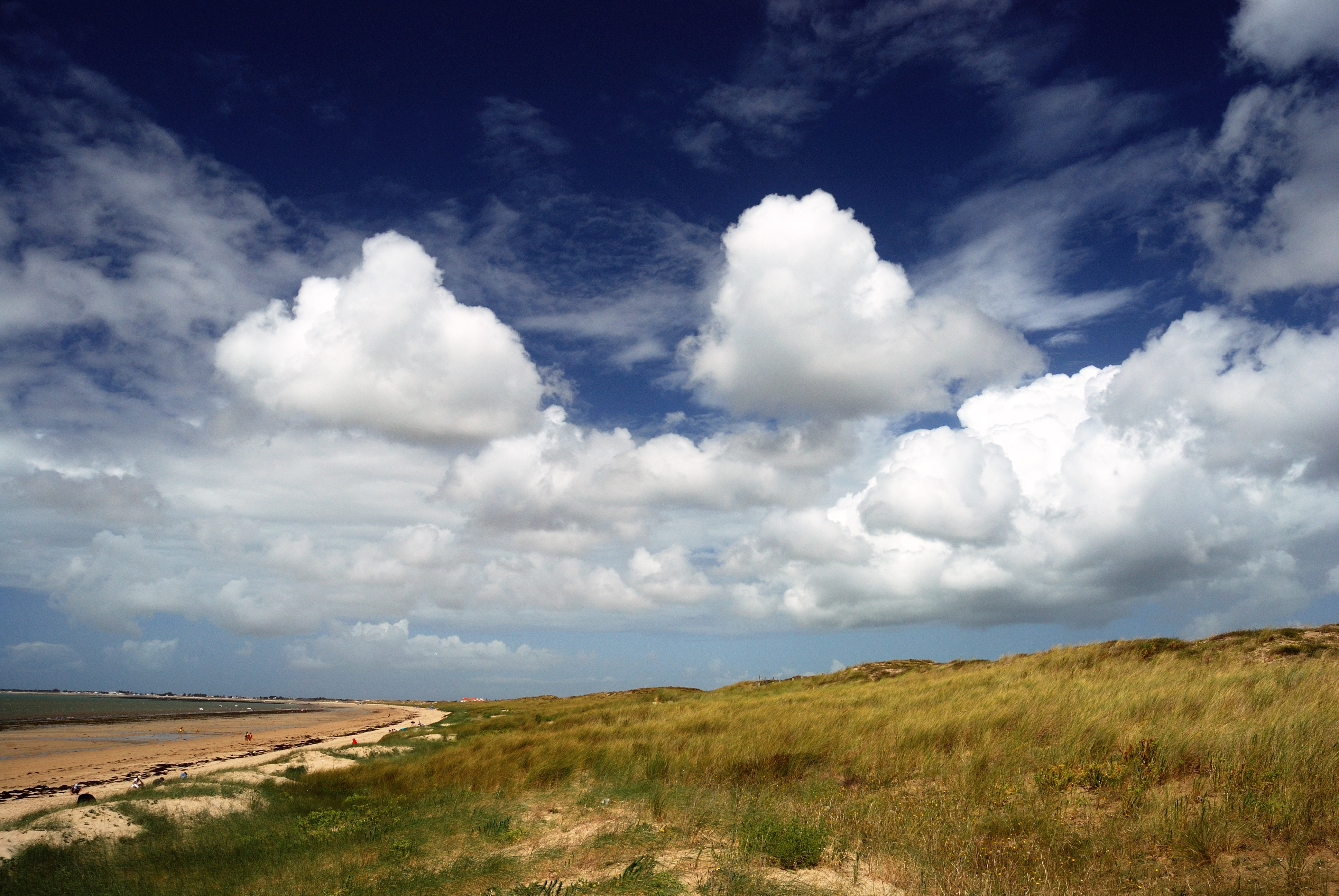
Les dunes.
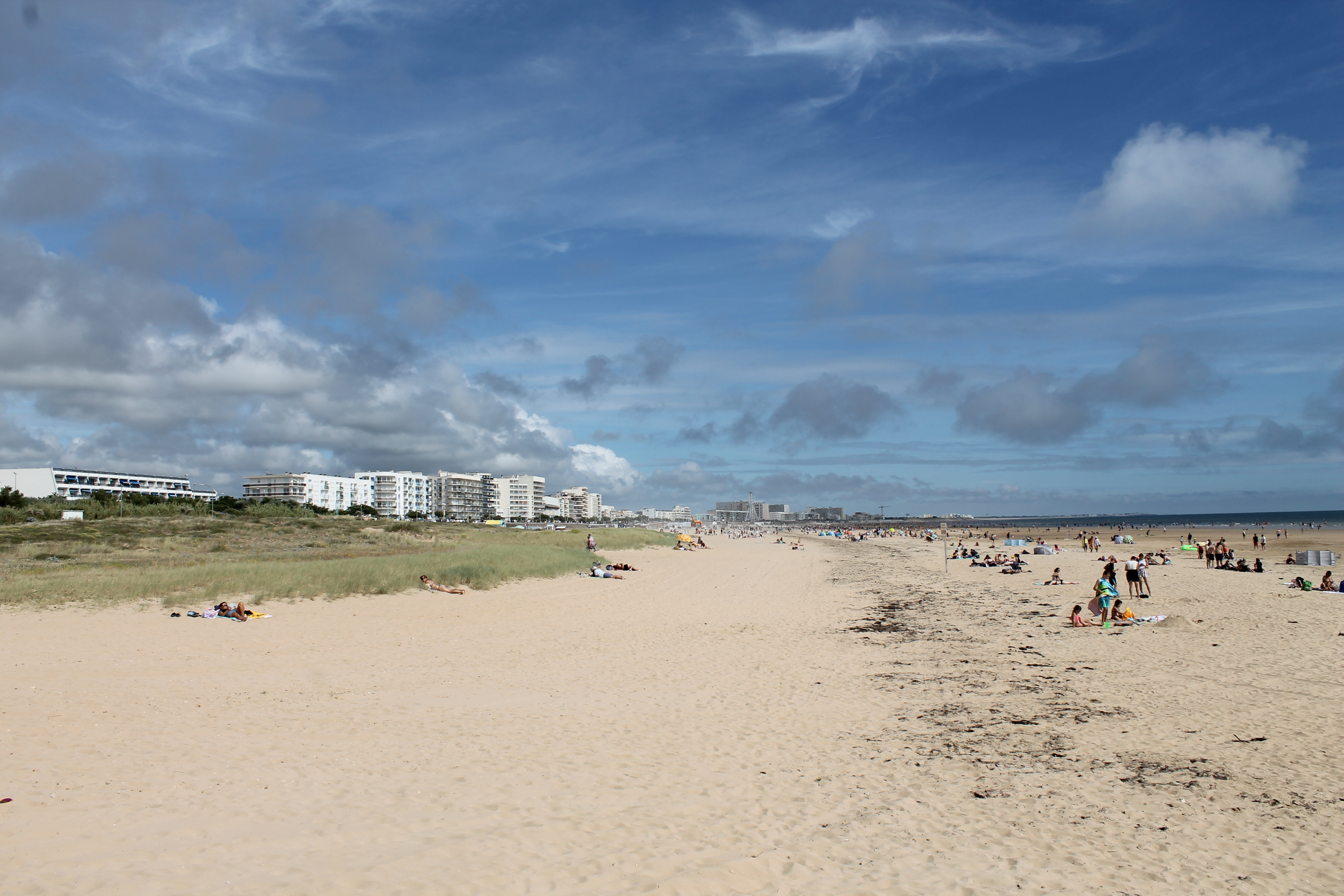
La plage.
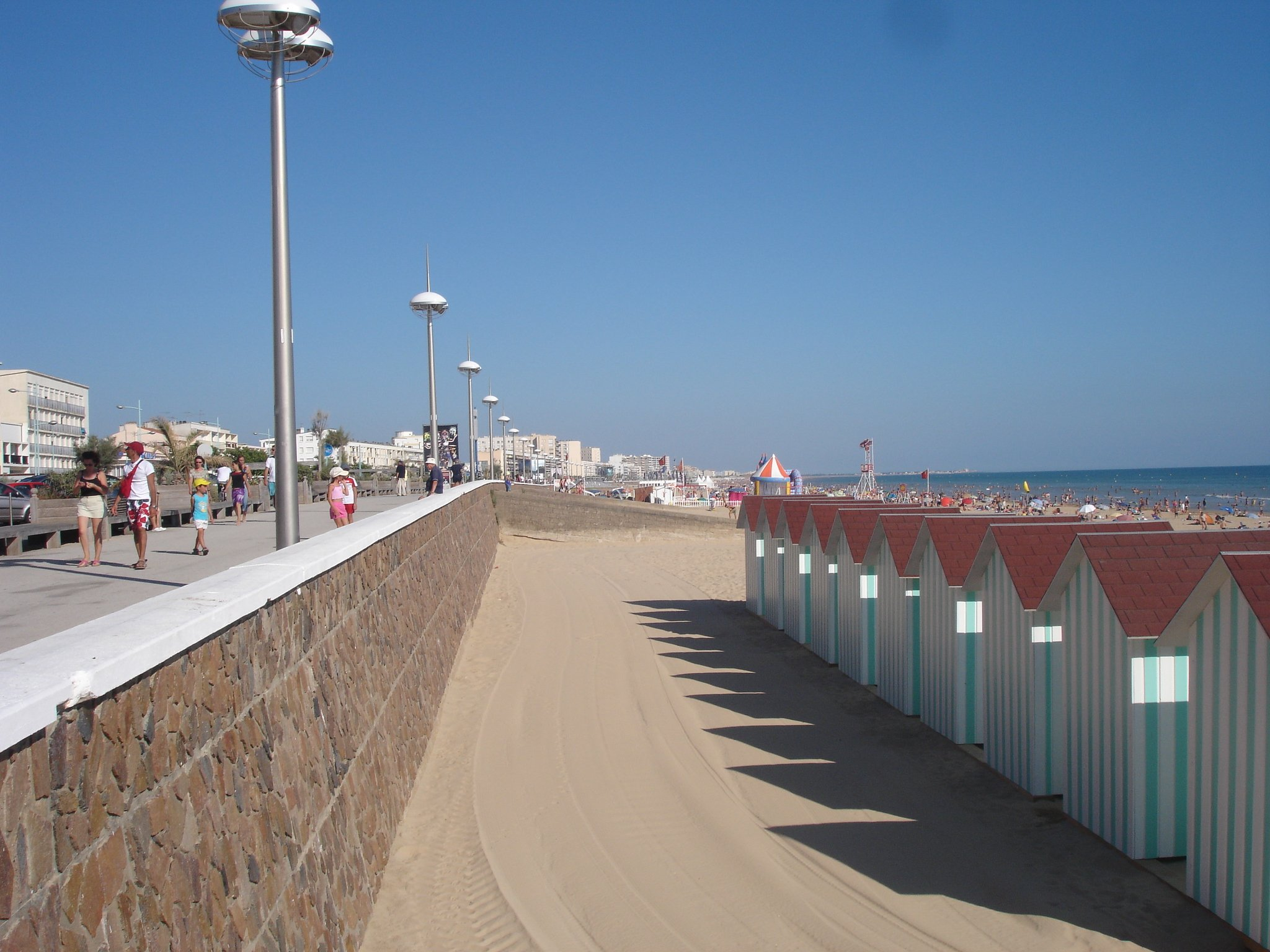
Le remblai.
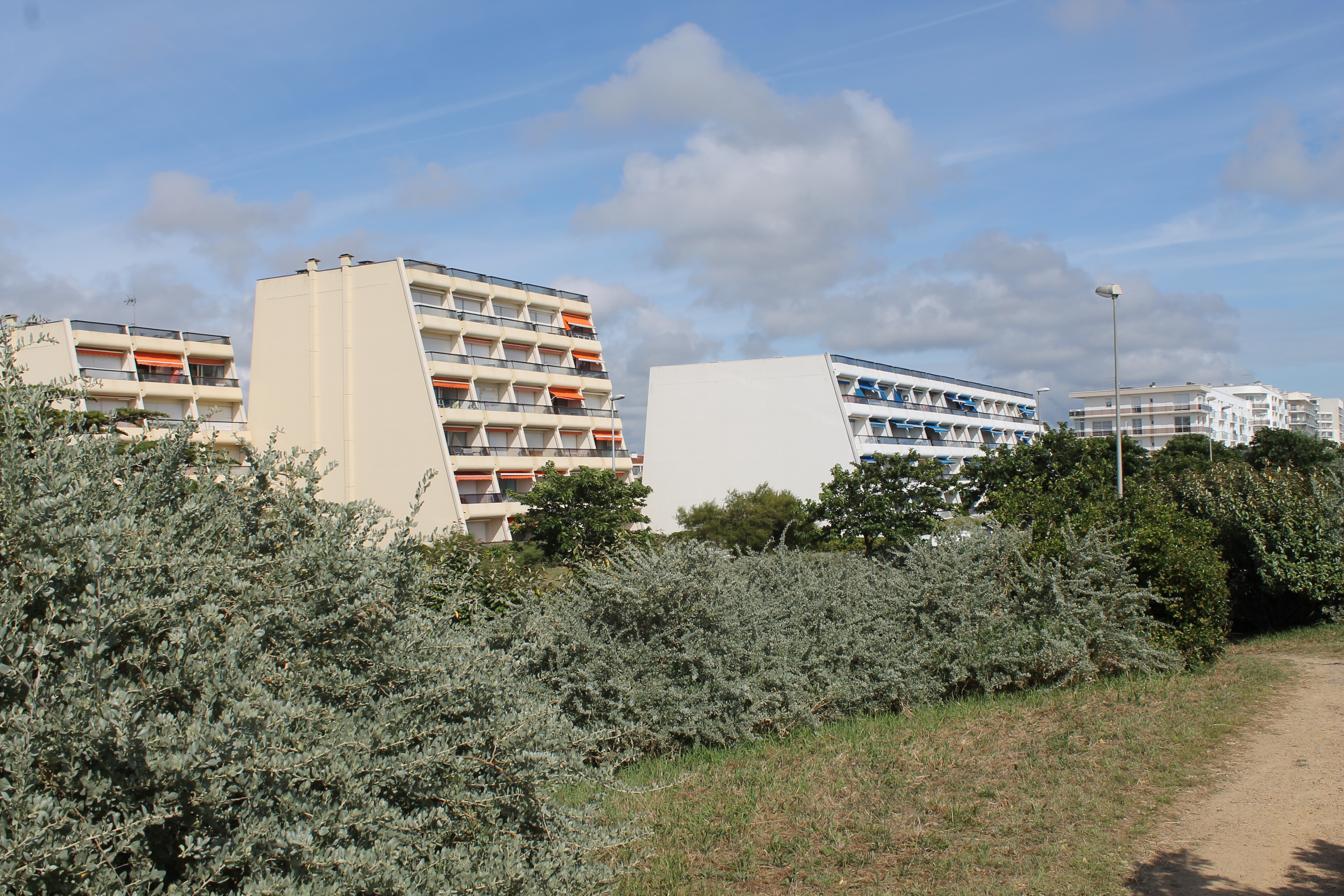
Bâtiments résidentiels.
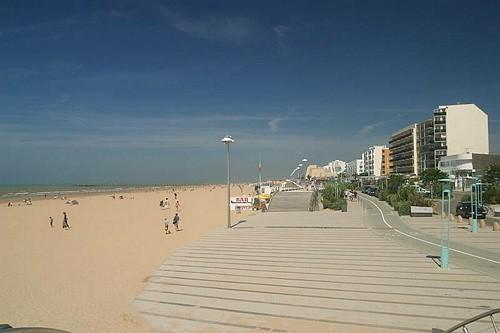
Le front de mer.

### Saint-Jean de Monts dans la culture
- Un flic, par Jean-Pierre Melville avec Alain Delon en 1972.
- Du côté d'Orouët par Jacques Rozier en 1973.

### Personnalités liées à la commune
- Le peintre et graveur Auguste Lepère (1849-1918) a séjourné à différentes reprises à Saint-Jean-de-Monts, à la Villa des Pins, où il a invité des amis comme le peintre Adrien Lavieille (1848-1920), sa fille Andrée Lavieille, peintre également, le graveur Jacques Beltrand (1874-1977). Auguste Lepère et le peintre Charles Milcendeau ont été à l'origine d'un groupe d'artistes dit « de Saint-Jean-de-Monts ».
- François Aubry (architecte) a réalisé le moulin de la Chapellenie (style mauresque).
- Boris Vian venait se reposer en période estivale dans une maison sur l'avenue de la Mer. Il y a écrit J'irai cracher sur vos tombes durant l'été 1946.
- Michelle Vian accompagnait son mari Boris  (secrétaire, poétesse, traductrice, écrivaine), elle sera plus tard la compagne pendant de nombreuses années de Jean-Paul Sartre.
- Le peintre Louis Toffoli a régulièrement exposé ses œuvres au Palais des Congrès dans les années 1980.
- Jan et Joël Martel, sculpteurs, ont une de leurs œuvres exposée sur le front de mer en face du Palais des Congrès.
- Yvan Autain connu sous le pseudonyme de Yvan Dautin, chanteur, est né à Saint-Jean-de-Monts (c'est le père de la femme politique Clémentine Autain).
- Sébastien Bertrand, musicien.
- Jeanne Cherhal et Liz Cherhal (auteurs compositrices interprètes et musiciennes) passèrent des vacances, petites, au VVF de Saint-Jean-de-Monts.
- Henry Murail, sculpteur : la baigneuse (avenue de la Mer) réalisée en 1999.

### Héraldique et devise
| Blason | Blasonnement : D'azur à la fasce d'argent, accompagnée en chef d'un agneau pascal du même, la tête nimbée et contournée, portant une bannerette chargée d'une croisette aussi d'argent à la hampe d'or, et en pointe d'un mont de trois coupeaux du même. |

La devise de Saint-Jean-de-Monts est Crescere (Croître).

## Pour approfondir